# Finsk litteratur
Ved finsk litteratur kan forstås al litteratur, som er skrevet i Finland og/eller af forfattere, der er født eller har boet i Finland. Begrebet omfatter således både litteratur på finsk og på svensk for så vidt forfatteren har haft tilknytning til Finland. Litteratur på svensk kaldes ofte finlandssvensk litteratur. Megen finsk litteratur skrevet på det ene sprog er tillige oversat til det andet sprog.